# Sociologie du développement
 (juin 2014).
Si vous disposez d'ouvrages ou d'articles de référence ou si vous connaissez des sites web de qualité traitant du thème abordé ici, merci de compléter l'article en donnant les références utiles à sa vérifiabilité et en les liant à la section « Notes et références ».
La sociologie du développement se questionne sur les processus de développement sociaux et économiques. Cette branche de la sociologie place ces processus en regard de ses impacts sur la société (communauté, village, ville, pays ou région). Le terme "sociologie du développement" est plus courant dans la littérature en anglais qu'il ne l'est en français. 
La sociologie du développement est généralement à la croisée des chemins de l'histoire, de l'anthropologie et de la science politique. 
La sociologie du développement est placée à cheval entre les oppositions suivantes :
- Établir des remèdes / faire de l'analyse
- Critiquer le développement / en faire sa promotion

Qu'elle soit critique ou qu'elle en fasse la promotion, le champ de la sociologie qui étudie le développement pose généralement les questions suivantes (et tâche d'y répondre) :
- Comment le développement a-t-il lieu ?
- Pourquoi le développement a-t-il lieu ?

## Le débat sur la dépendance nord-sud
La sociologie du développement tente notamment d'appréhender les rapports entre les pays du Nord dits industrialisés voire post-industriels (économie du savoir) et les pays du Sud dits en voie de développement. La sociologie du développement évalue ainsi les conséquences résultant des processus de modernisation (mondialisation, rationalisation et innovation par exemple), et en particulier ceux qui créeraient une dépendance des uns (les pays du sud) par rapport aux autres (les pays du nord). Elle est alors critique  de la colonisation et de ce qui est considéré comme un impérialisme occidental. Mais également, à l'inverse, elle est critique de la délocalisation industrielle qui assécherait l'économie du Nord, aboutirait à la concurrence de pays émergents et introduirait une "contre dépendance". 
Dans ses débats contemporains, la sociologie du développement tâche de repositionner les débats en envisageant de se débarrasser de certaines positions idéologiques.

## Les apports anthropologiques
Les études en sociologie du développement sont souvent proches d'analyses effectuées par des anthropologues quand elles abordent, à partir de cas particuliers, le développement des communautés locales. Plus récemment, les études en sociologie du développement se sont intéressées à la relation entre les dynamiques locales et les enjeux mondiaux. Elles analysent tant les effets de la stratification sociale sur le développement de petits groupes sociaux que les répercussions de l'application de logiques macro-sociales. Elles peuvent être complétées par des analyses au niveau des cultures et attitudes (psychologie sociale du développement).

## Auteurs
Le terme "développement", dans le sens qui lui est prêté ici, est d'utilisation relativement récente. Cependant, les analyses de ce phénomène sont antérieures à l'émergence du vocable. Les sociologues classiques que Talcott Parsons regroupe au sein d'une "trinité" de la sociologie - Durkheim, Marx et Weber - ont produit des interprétations riches de la constitution et de l'évolution des formes sociales. Celles-ci restent parfaitement actuelles quand elles permettent une mise en lumière de certains aspects du "développement".

### Les apports d'Émile Durkheim à la sociologie du développement
Emile Durkheim présente dans De la division du travail social (1893) une vision holiste du développement, aux accents évolutionnistes (voir holisme, évolutionnisme). 
En effet, selon l'auteur, la division du travail social est « un résultat de la lutte pour la survie, mais elle en est un dénouement adouci. Grâce à la division du travail, les rivaux ne sont pas obligés de s’éliminer mutuellement, mais peuvent coexister les uns à côté des autres ». 
Ainsi, Durkheim considère que la division du travail provient essentiellement de l'accroissement de la population et de la "densité sociale". Il y aurait un seuil critique au-delà duquel les humains choisissent de coopérer, de commercer entre eux, plutôt que de se combattre. Les communautés traditionnelles laissent place à la société moderne. Dans ce contexte, le système social de production œuvre sans cesse à trouver une place aux nouveaux arrivants qui sont intégrés dans un tissu productif de plus en plus complexe. La division du travail serait la réponse de la société à l'accroissement du volume et de la densité sociale qui implique une « intensité plus grande de la lutte ». Ce qu'explique Durkheim recouvre deux aspects étroitement liés entre eux : le passage d'une société traditionnelle à une société moderne à travers le dépassement de l'équilibre population-subsistance. Ce sont deux aspects essentiels du développement qui se conjuguent dans le phénomène de transition démographique. Or, celui-ci est, ou a été observé, dans toutes les sociétés. Durkheim en est le témoin dans les pays occidentaux au dix-neuvième siècle.

### Les apports de Max Weber à la sociologie du développement
La contribution de Max Weber à la compréhension du développement s'inscrit dans ses nombreuses analyses d'un processus qu'il considère être à l'œuvre dans toute société : le processus de rationalisation (voir l'article Max Weber). Weber démontre dans L'éthique protestante et l'esprit du capitalisme (1905) que les actions guidées par une rationalité en finalité prennent une importance croissante au fil de l'évolution sociale. Si la religion est au centre du processus décrit par Weber, c'est aussi et surtout, pour l'auteur, un moyen explicatif en terme épistémologique. Autrement dit, ce ne sont pas les valeurs protestantes, telle que l'ascétisme, qui expliquent l'avènement du capitalisme ; il y a simplement une proximité entre ces valeurs religieuses et celles propres au capitalisme. Ce qu'explique Weber, c'est qu'à une certaine forme d'ordre social correspondent certaines valeurs, une certaine culture qui, en conférant un sens aux actions humaines, les oriente. Pour résumer, l'évolution de l'ordre social (le développement) est accompagnée par une transformation des manières de faire, de sentir, d'agir, de penser des membres de la société. À l'inverse, l'absence d'évolution des valeurs peut bloquer le processus de développement, ou du moins le compromettre.

### Les apports de Karl Marx à la sociologie du développement
Karl Marx offre une interprétation du développement comme étant indissociable d'un système de rapports sociaux qu'il résume avec le terme "capitalisme". Ce système se traduit notamment par la dépossession des instruments de production pour une partie de la population - qui se constitue alors en prolétariat - par la classe des capitalistes. Ce groupe social avait déjà été identifié par Adam Smith, par exemple, qui se méfiait de ses possibles abus de pouvoir (ententes sur les prix…). Marx considère que la position des capitalistes comme propriétaires des moyens de production se traduit par leur domination de l'espace social. L'"homme aux écus", le capitaliste, exploite le prolétaire et accapare les profits issus de l'exploitation. Le rapport social marxien est donc fondamentalement inégal. Ce qu'explique Marx, c'est que le développement capitaliste est motivé par la recherche de profits qui sont eux-mêmes indissociables de la domination du prolétariat. Le développement capitaliste serait déséquilibré du fait de la répartition sociale de la propriété. Toutefois, dans l'optique marxienne, ce processus inégalitaire, producteur d'inégalités, est un passage obligé vers la libération de l'homme. Le capitalisme est voué à disparaître, emporté par la révolution prolétaire ; il contient en lui-même les germes de sa propre destruction, de son dépassement par une forme sociale supérieure (socialisme, communisme).

### La sociologie du développement dans la francophonie
Dans la francophonie, la sociologie du développement est surtout le fait de Georges Balandier (perspective historique du fait social de la relation développeur-développé), René Dumont (agronome et praticien du développement, il est l'auteur de "l'Afrique est mal partie"), Alain Touraine et de Samir Amin (grand chantre de la théorie de la dépendance) et dans une certaine mesure, Immanuel Wallerstein. De manière plus contemporaine, on soulignera le travail du paradigme dit de l'après-développement ou Critique du développement en particulier Serge Latouche et Gilbert Rist. L'APAD (Association Euro-Africaine pour l'Anthropologie du Développement) regroupe nombre d'auteurs et chercheurs sur le sujet, dont en particulier Jean-Pierre Olivier de Sardan et Philippe Lavigne-Delville qui ont beaucoup travaillé sur les pratiques du monde du développement et les paradigmes qui les sous-tendent (ONG et autres institutions).